# Mori, Shizuoka
Mori (japanska: 森町?, Mori-machi) är en landskommun i Shizuoka prefektur i Japan. 